# Foza (pecora)
La razza Foza (detta anche pecora vicentina) è una razza ovina domestica originaria della provincia di Vicenza. Le origini non sono del tutto chiare; l'ipotesi più accreditata è che discenda dalle pecore dell'area dell'Altopiano dei Sette Comuni (Asiago), introdotte nel Medioevo al seguito dei popoli migranti dal Nord Europa. Inoltre si presume abbia origini comuni con la pecora lamonese, con la quale fu poi incrociata negli anni del secondo dopoguerra. La Vicentina è una delle 42 razze ovine autoctone a distribuzione limitata per le quali è tenuto un libro genealogico dall'Associazione Nazionale della Pastorizia.
La Foza era utilizzata in origine per la produzione della lana, fornendo l'industria tessile della pedemontana veneta, dalla Lanerossi di Vicenza al gruppo Marzotto di Valdagno. I lanifici si sono approvvigionati presso razze australiane o asiatiche dal vello più morbido, tanto che la razza Foza è stata sull'orlo dell'estinzione all'inizio degli anni 1990.
Nel 1598 c'erano 135 000 pecore sull'Altopiano di Asiago e nel 1776 erano 200 000. Nel 1953 c'erano circa 9 200 pecore vicentine; nel 1991 il totale era sceso ad appena 61. Nel 2013 il numero totale degli ovini registrato nel libro genealogico era 115. A difesa della biodiversità, il progetto "Sheep Up - Biodiversità Ovina Veneta" finanziato dalla Regione Veneto con la collaborazione della facoltà di Agraria dell'università di Padova, ha favorito la conservazione delle razze ovine autoctone venete, preservandole dall'estinzione (oltre alla pecora Foza, sono preservate dal programma le pecore Brogna, Lamon e Alpagota), tanto che il loro numero è risalito a 200 nel 2022.